# Paris–Nizza 2004
Das 62. Paris–Nizza war ein Straßenradrennen, dass vom 7. bis 14. März 2004 stattfand. Das Etappenrennen wurde in einem Prolog und sieben Etappen über eine Distanz von 1305,7 Kilometern ausgetragen. Von 160 Startern erreichten 84 Fahrer das Ziel in Nizza.

## Etappen
| Etappe    | Tag      | Start – Ziel                     | km    | Etappensieger         | Gelbes Trikot         |
| --------- | -------- | -------------------------------- | ----- | --------------------- | --------------------- |
| Prolog    | 7. März  | Chaville – Vannes (EZF)          | 013,2 | Jörg Jaksche          | Jörg Jaksche          |
| 1. Etappe | 8. März  | Chaville – Montargis             | 166,5 | Pedro Horrillo        | Jörg Jaksche          |
| 2. Etappe | 9. März  | La Chapelle-Saint-Ursin – Roanne | 229,0 | Léon van Bon          | Jörg Jaksche          |
| 3. Etappe | 10. März | Roanne – Le Puy-en-Velay         | 179,0 | abgesagt wegen Nebels | abgesagt wegen Nebels |
| 4. Etappe | 11. März | Le Puy-en-Velay – Rasteau        | 215,0 | Alexander Winokurow   | Jörg Jaksche          |
| 5. Etappe | 12. März | Rasteau – Gap                    | 173,5 | Denis Menschow        | Jörg Jaksche          |
| 6. Etappe | 13. März | Digne-les-Bains – Cannes         | 185,5 | Alexander Winokurow   | Jörg Jaksche          |
| 7. Etappe | 14. März | Nizza – Nizza                    | 144,0 | Alexander Winokurow   | Jörg Jaksche          |